# روضة دباش (ناطع)

تعديل مصدري - تعديل

روضة دباش هي إحدى قرى عزلة مسور ال دباش بمديرية ناطع التابعة لمحافظة البيضاء، بلغ تعداد سكانها 205 نسمة حسب تعداد اليمن لعام 2004.